# Marco Paoli
Marco Paoli (Lucca, 19 novembre 1952) è uno storico dell'arte, bibliografo e saggista italiano, fondatore e direttore della rivista Rara volumina.

## Biografia
Laureatosi in storia dell'arte presso l'Università di Pisa, ha frequentato le lezioni di Roberto Salvini e di Mina Gregori nell'ambito del corso di specializzazione in storia dell'arte presso l'Università di Firenze. Dal 1976 al 2015 è stato funzionario e poi dirigente del Ministero per i Beni e le Attività Culturali, dirigendo la Biblioteca statale di Lucca, la Biblioteca universitaria di Pisa e, dal 2005 al 2008, l'Istituto centrale per il catalogo unico delle biblioteche italiane e per le informazioni bibliografiche (ICCU).
Nel 1994 ha fondato la rivista Rara Volumina, di cui è direttore.
Nel 2005 ha fondato presso l'ICCU la rivista DigItalia. Rivista del digitale nei beni culturali. La rivista, il cui obiettivo primario è lo studio e il dibattito critico sulle tematiche relative all'applicazione delle tecnologie digitali alle varie tipologie del patrimonio culturale, è riconosciuta dall'Anvur come periodico di Classe A per le aree 11/A1 - Storia medievale, 11/A2 - Storia moderna, 11/A4 - Scienze del libro e del documento e scienze storico religiose e 10/A1 – Archeologia. Dal 2012 il periodico è edito in OJS, piattaforma che garantisce funzionalità di ricerca nei metadati e nel testo.
Presso l'ICCU ha dato vita alla collana "Digitalizzazione. Ricerche e strumenti" con lo scopo di fornire linee guida per la digitalizzazione di vari materiali bibliografici.
Dal 2003 al 2013 ha ricoperto l'incarico di commissario straordinario della Domus Mazziniana di Pisa. Durante la sua gestione sono stati effettuati i lavori di restauro e ristrutturazione della sede, inaugurata nella nuova configurazione dal presidente della Repubblica Giorgio Napolitano il 20 ottobre 2011.
Nel 2006 ha tenuto un seminario sull'editoria italiana settecentesca presso la Cattedra di Bibliografia e Storia dell'editoria dell'Università degli Studi di Roma "La Sapienza".
Nel 2007 è stato ammesso nell'Accademia Lucchese di Scienze, Lettere ed Arti, di cui è presidente dal 30 ottobre 2023 (D.M. 350 del Ministero della Cultura).
Ha partecipato a numerosi convegni sul territorio nazionale, e all’estero (Bellinzona, Archivio di Stato; Bruxelles e Lussemburgo, Commissione Europea; Budapest, Biblioteca Nazionale Széchényi; Freiburg im Breisgau, Università; Il Cairo, Ministero della Cultura; Parigi, Musée du Louvre; Varsavia, Castello Reale del Wawel).

## Campi di ricerca
Nella sua prima monografia Arte e committenza privata a Lucca nel Trecento e nel Quattrocento (1986) l'indagine sulla società lucchese tardo-medievale è attuata valorizzando principalmente il dato artistico e quello documentario. Il successivo volume L'appannato specchio. L'autore e l'editoria italiana nel Settecento (2004) tenta una ricostruzione del complesso rapporto tra gli autori e il mondo del libro nel secolo dei Lumi, evidenziando le problematiche che accompagnavano la produzione e la pubblicazione delle opere letterarie e scientifiche. 
Il tema del mecenatismo caratterizza il volume La dedica. Storia di una strategia editoriale (2009), in cui vengono individuati i tópoi retorici e le regole non scritte diffusi nella pratica delle dediche per l'intero periodo di antico regime. 
Una serie di ricerche di storia dell’arte condotte tra il 2011 e il 2017 ha per oggetto capolavori rinascimentali quali Venere e Marte di Botticelli, la Tempesta di Giorgione, Giove che dipinge le farfalle di Dosso Dossi. Altre ricerche hanno interessato l’iconografia ariostesca e quella foscoliana con l'individuazione di nuovi possibili ritratti (1995, 2015). 
Il tema delle raffigurazioni artistiche del fenomeno onirico è affrontato nel volume Homo imaginificus. Sogni e visioni nella storia dell’arte dal Paleolitico superiore al Rinascimento (2023), in cui viene proposta, in una prospettiva storica di lungo periodo, una sintetica rivisitazione dell’arte dell’immaginario. 
Nel volume Jan Van Eyck alla conquista della rosa. Il Matrimonio ‘Arnolfini’ della National Gallery di Londra (2009) è sviluppata la tesi che i raffigurati siano il pittore e la consorte, e non il mercante lucchese Arnolfini.

## Opere principali
- Arte e committenza privata a Lucca nel Trecento e nel Quattrocento, Lucca, Pacini Fazzi, 1986.
- L'appannato specchio. L'autore e l'editoria italiana nel Settecento, Lucca, Pacini Fazzi, 2004. ISBN 88-7246-612-1
- La dedica. Storia di una strategia editoriale (Italia, secoli XVI-XIX), Lucca, Pacini Fazzi, 2009. ISBN 978-88-7246-927-9
- Jan Van Eyck alla conquista della rosa. Il Matrimonio 'Arnolfini' della National Gallery di Londra, Lucca, Accademia Lucchese di Scienze, Lettere e Arti, 2009 (II ed. 2010). ISBN 978-88-7246-975-0
- La 'Tempesta' svelata. Giorgione, Gabriele Vendramin, Cristoforo Marcello e la 'Vecchia', Lucca, Pacini Fazzi, 2011. ISBN 978-88-6550-072-9
- Il sogno di Giove di Dosso Dossi e altri saggi sulla cultura del Cinquecento, Lucca, Accademia Lucchese di Scienze, Lettere e Arti, 2013. ISBN 978-88-6550-186-3 Maria Pacini Fazzi
- Lo specchio del Rinascimento. Novità su Tiziano e Dosso che ritraggono Ariosto, Lucca, Pacini Fazzi, 2015. ISBN 978-88-6550-453-6
- Sogni celebri e bizzarri. Indagine sulla bizzarria onirica tra storia ed evoluzionismo, Milano, FrancoAngeli, 2015. ISBN 978-88-917-1113-7
- Ilaria Maior. Storia e alterna fortuna del capolavoro di Jacopo della Quercia nella Cattedrale di San Martino a Lucca, Lucca, Pacini Fazzi, 2016. ISBN 978-88-6550-537-3
- Botticelli. Venere e Marte. Parodia di un adulterio nella Firenze di Lorenzo il Magnifico, Pisa, Edizioni ETS, 2017. ISBN 978-88-467-4701-3
- Homo Imaginificus. Sogni e visioni nella storia dell'arte dal Paleolitico superiore al Rinascimento, Lucca, Accademia Lucchese di Scienze, Lettere e Arti, 2023.  ISBN 978-88-6550-849-7